# Baccio Bandinelli
Baccio Bandinelli, eigentlich Bartolomeo Brandini, (* 7. Oktober 1488 oder 12. November 1493 in Florenz; † kurz vor dem 7. Februar 1560 ebenda) war ein italienischer Bildhauer.

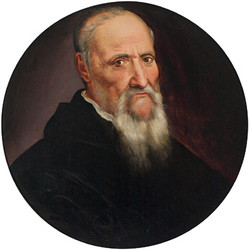
Selbstbildnis Baccio Bandinelli

## Leben
Baccio Bandinelli war der Sohn des Goldschmieds Michelangelo de Viviano de Brandini aus Gaiuole bei Florenz und dessen Ehefrau Catarina, einer Tochter von Taddeo Ugolino. Seine erste künstlerische Ausbildung bekam Bandinelli durch seinen Vater, anschließend ging er in seiner Heimatstadt bei dem Bildhauer Gianfrancesco Rustici in die Lehre.
Hier machte Bandinelli die Bekanntschaft mit Leonardo da Vinci, der ihn förderte. Zu seinen ersten Arbeiten gehört ein Hl. Hieronymus aus Wachs (verschollen, eventuell in London von John Pope-Hennessy identifiziert), den er Kardinal Giulio de’ Medici zum Geschenk machte. Durch seinen Vater protegiert, arbeitete er ab 1520 vermehrt im Auftrag der Florentiner Familie der Medici.
Anfangs war Bandinelli vor allem für Kardinal Giovanni di Medici, den späteren Papst Leo X., in Rom tätig, später für den zweiten Medici-Papst Clemens VII. (Giulio de’ Medici). Letzterer nahm ihn aus Dank für eine Serie von Zeichnungen, die das Leben des hl. Laurentius zeigte und deren letzte Zeichnung, das Martyrium des hl. Laurentius, in Kupfer gestochen wurde, in den Orden zum Heiligen Petrus auf.
Um 1530 strebte Bandinelli an, Ritter des Ordens vom Heiligen Jakob(us) zu werden. Dies wäre ihm nur mit adliger Abstammung möglich gewesen. Er ließ sich von seinem Schwager Antonio Doni einen Stammbaum fälschen, der die Abstammung von der Sieneser Adelsfamilie der Bandinelli nachwies, von denen er sich nachträglich die Abstammung bestätigen ließ. Diese Vita überzeugte den Habsburger Kaiser Karl V., so dass er Bandinelli zum Ritter des Ordens vom Heiligen Jakob(us) machte. Das Aufnahmezeremoniell fand im Sommer 1530 in Rom statt. Seither nannte er sich Bandinelli und legte seinen Geburtsnamen Brandini ab.
Nach mehreren Kriegen konnten die Medici Anfang der 1530er Jahre in Florenz endgültig die Macht übernehmen. Im Frieden von Barcelona hatten sich Kaiser Karl V. und Past Clemens VII. darauf geeinigt, dass nach der Eroberung von Florenz Alessandro de’ Medici dort als Herzog der Toskana herrschen sollte. Während der Regierungszeit Alessandros stellte Bandinelli 1534 sein bedeutendstes Werk, die Herkules und Cacus-Gruppe fertig.
Als Alessandro 1537 von einem entfernten Verwandten ermordet wurde, übernahm Cosimo I. die Regierungsgeschäfte in Florenz. Er übertrug Bandinelli die Leitung über die Opera del Duomo (der Kathedrale Santa Maria del Fiore). Damit hatte Bandinelli faktisch die Leitung über alle in Florenz durchzuführenden Bildhauerarbeiten, von denen er die wichtigsten Arbeiten selber ausführte. Einige dieser Werke entstanden in Zusammenarbeit mit dem Kollegen Giovanni dell’Opera und dem Architekten Giuliano di Baccio d’Agnolo.
In seinen letzten Lebensjahren verlor er auf Grund seiner Unzuverlässigkeit zusehends an Prestige bei seinem Dienstherrn Cosimo I. Dessen Ehefrau Eleonora di Toledo wurde in diesen Jahren zu seiner wichtigsten Fürsprecherin und versorgte ihn weiter mit Aufträgen. Kurz vor seinem Tod konnte er sich so den Auftrag für den Neptunbrunnen auf der Piazza della Signoria in Florenz sichern. Nach seinem Tod führte der Bildhauer Bartolomeo Ammanati die Statue aus.
Im Alter von ungefähr 70 Jahren starb Baccio Bandinelli kurz vor dem 7. Februar 1560 in Florenz.
Bandinelli stieg aus der „Klasse“ der Handwerker in die der „Gebildeten“ auf. Als einfacher Mann geboren, ermöglichten ihm sein Können, die gefälschte Ahnentafel, die beiden Rittertitel und eine gehörige Portion krimineller Energie eine Stellung am Hof der Medici zu erlangen; wie kaum ein anderer Künstler des frühen 16. Jahrhunderts repräsentierte er den Typus des Hofkünstlers.
Er war neben Michelangelo der bedeutendste Bildhauer seiner Zeit in Florenz und Rom und erbitterter Rivale von Benvenuto Cellini, beide kannten sich schon aus früher Jugend. In seinem künstlerischen Schaffen stand er zu beiden in lebenslanger Konkurrenz. Am Ende seiner Karriere wurde Bandinelli von den aufstrebenden Künstlern Bartolomeo Ammanati und Giorgio Vasari am Hof in Florenz abgelöst. Seine Nachfolge übernahmen Künstler wie Vincenzo Danti oder Vincenzo de’ Rossi.
Bereits seine Zeitgenossen lobten Bandinelli besonders als Meister der Reliefkunst und des Disegno, also der Bildkomposition und Zeichnung.
Die Bildhauer Clemente Bandinelli und Michelangelo Bandinelli waren seine Söhne.

## Werke

### Statuen

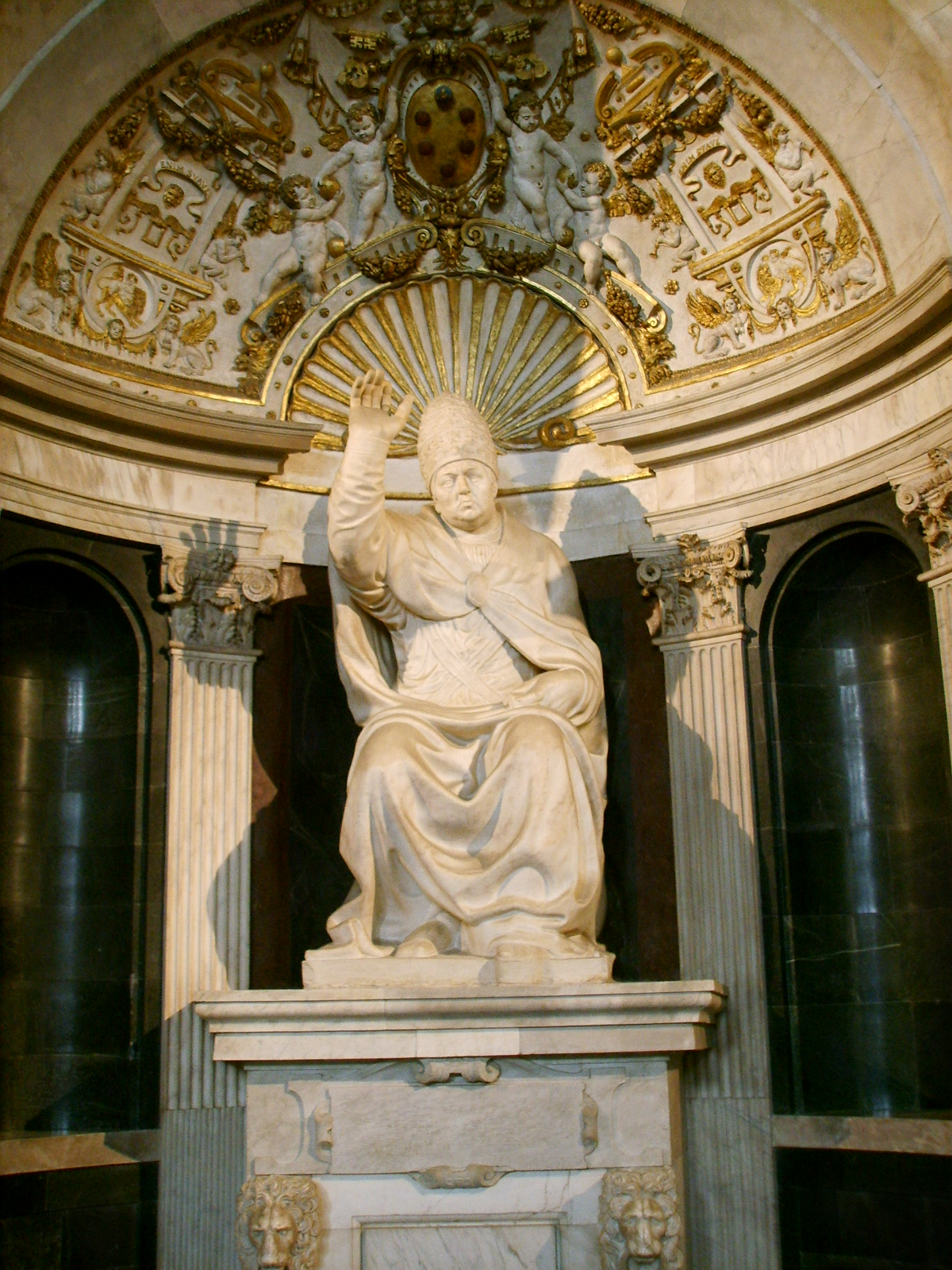
Marmorstatue von Papst Leo X. in Florenz

- Merkur, Marmor, Höhe: ca. 1,80 m, Paris/Musée du Louvre (?), um 1511/12
- Hl. Petrus, Marmor, Höhe: ca. 2,50 m, Florenz/S. Maria del Fiore, 1517
- Herkules, vergoldeter Stuck, Höhe: ca. 5 m, Florenz/Loggia dei Lanzi, 1519, zerstört.
- Orpheus, Marmor, Höhe: 2,24 m (ohne Sockel), Florenz/Palazzo Medici Riccardi, um 1519.
- 2 Giganten, Stuck, Höhe: ca. 4,80 m, Rom/Garten der Villa Madama, um 1519, beschädigt.
- Laokoon, Marmor, überlebensgroß, Florenz/Uffizien, zwischen 1520 & 1524
- Andrea Doria, Marmor, überlebensgroß, Carrara/Piazza del Duomo, 1537, unvollendet.
- Herkules & Cacus, Marmor, Höhe: ca. 4,80 (ohne Sockel), Florenz/Piazza della Signoria, 1534.
- Grabmäler Papst Leos X. & Clemens VII., Marmor, Rom/Santa Maria sopra Minerva, Statuen des Hl. Petrus, Hl. Paulus, Johannes des Evangelisten & Johannes des Täufers, 2 Reliefs, die beiden Papststatuen wurden von Raffaello da Montelupo und Nanni di Baccio Bigio ausgeführt, bis 1541
- Giovanni dalle Bande Nere, Marmor, überlebensgroß, Florenz/Piazza S. Lorenzo, nach 1540, unvollendet.
- Ausstattung der Udienza, Florenz/Palazzo Vecchio/Sala dei Cinquecento, bis 1558. Bandinelli hat die Figuren von Giovanni dalle Bande Nere, Alessandro de Medici und Clemens VII. ausgeführt. Die Statuen von Cosimo I. und Leo X. sind jeweils von Vincenzo de’ Rossi vollendet worden. Giovanni Caccini ergänzte das Statuenprogramm um die Figuren Leos X und Kaiser Karls V. Alle Statuen sind überlebensgroß, die Papststatuen sogar monumental (Sitzstatuen über 2 m Höhe!).
- Ausstattung des Chores von S. Maria del Fiore, Marmor, Florenz/S. Maria del Fiore, bis 1560, von Giovanni Bandini dell’Opera vollendet. Für den Chor entstanden zahlreiche Reliefs, die im Dom verblieben. Außerdem Statuen von Adam und Eva, heute: Florenz/Bargello, Gottvater (oder Moses?), heute: Florenz/Santa Croce/Klosterhof, Pietà, heute: Florenz/S. Croce/Krypta.
- Büste Cosimos I., Marmor, um 1555, Florenz/Bargello
- Zeus, Marmor, überlebensgroß, um 1556, heute: Florenz Boboli-Garten, restaurierungsbedürftig.
- Ceres, Marmor, überlebensgroß, um 1550, heute: Florenz/Boboli-Garten, Grotta del Buontalenti.
- Apollo, Marmor, überlebensgroß, um 1550, heute: Florenz/Boboli-Garten, Grotta del Buontalenti.
- Eigenes Grabmal, Marmor, Maße Sockel: 205 × 81,5 × 80,5 cm, Grabmalsfigur (Pietà: Toter Christus und Hl. Nikodemus): 178 × 70 × 155 cm, 1560, Florenz/SS. Annunziata.

### Kupferstiche nach Vorlagen Bandinellis

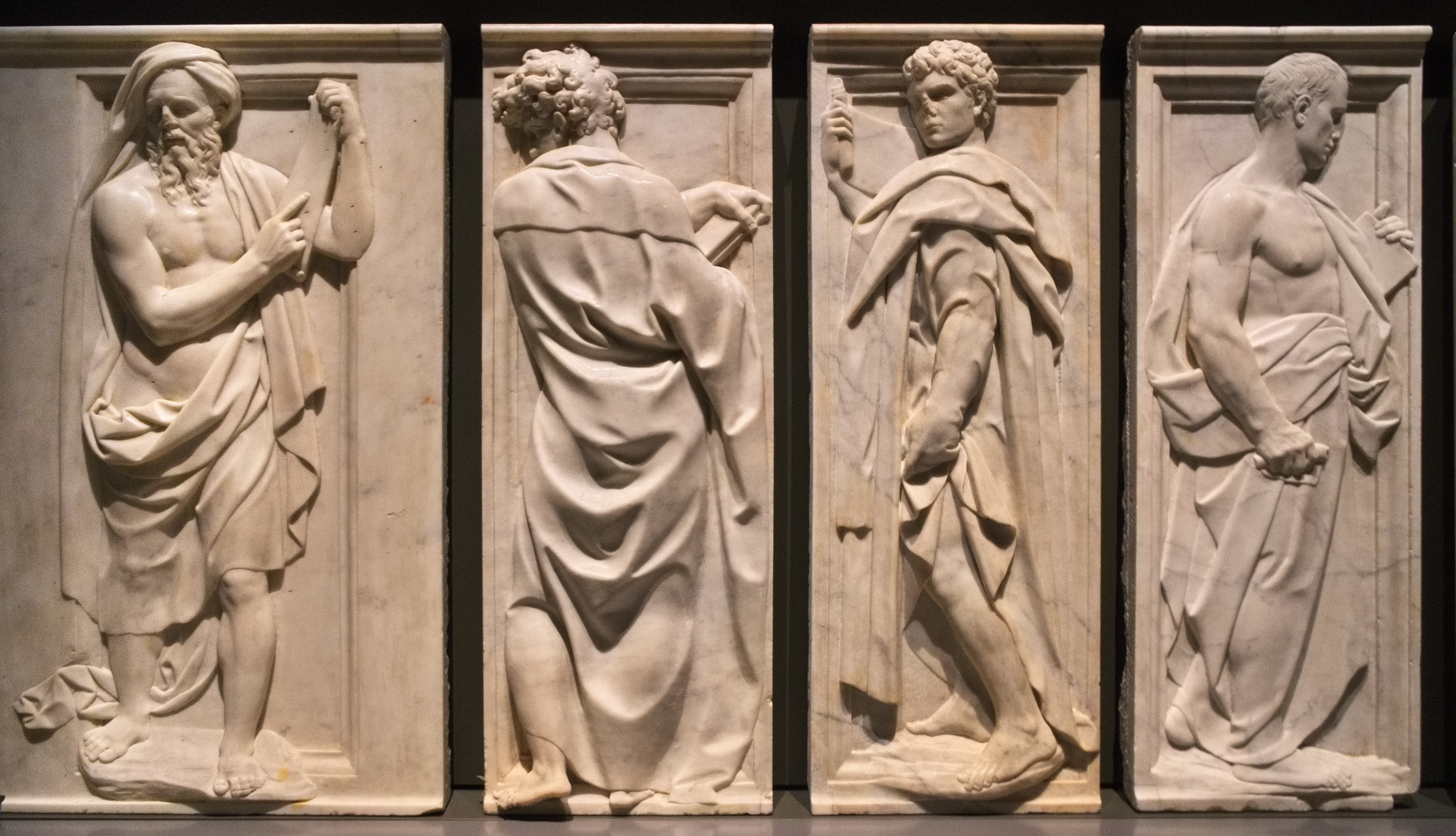
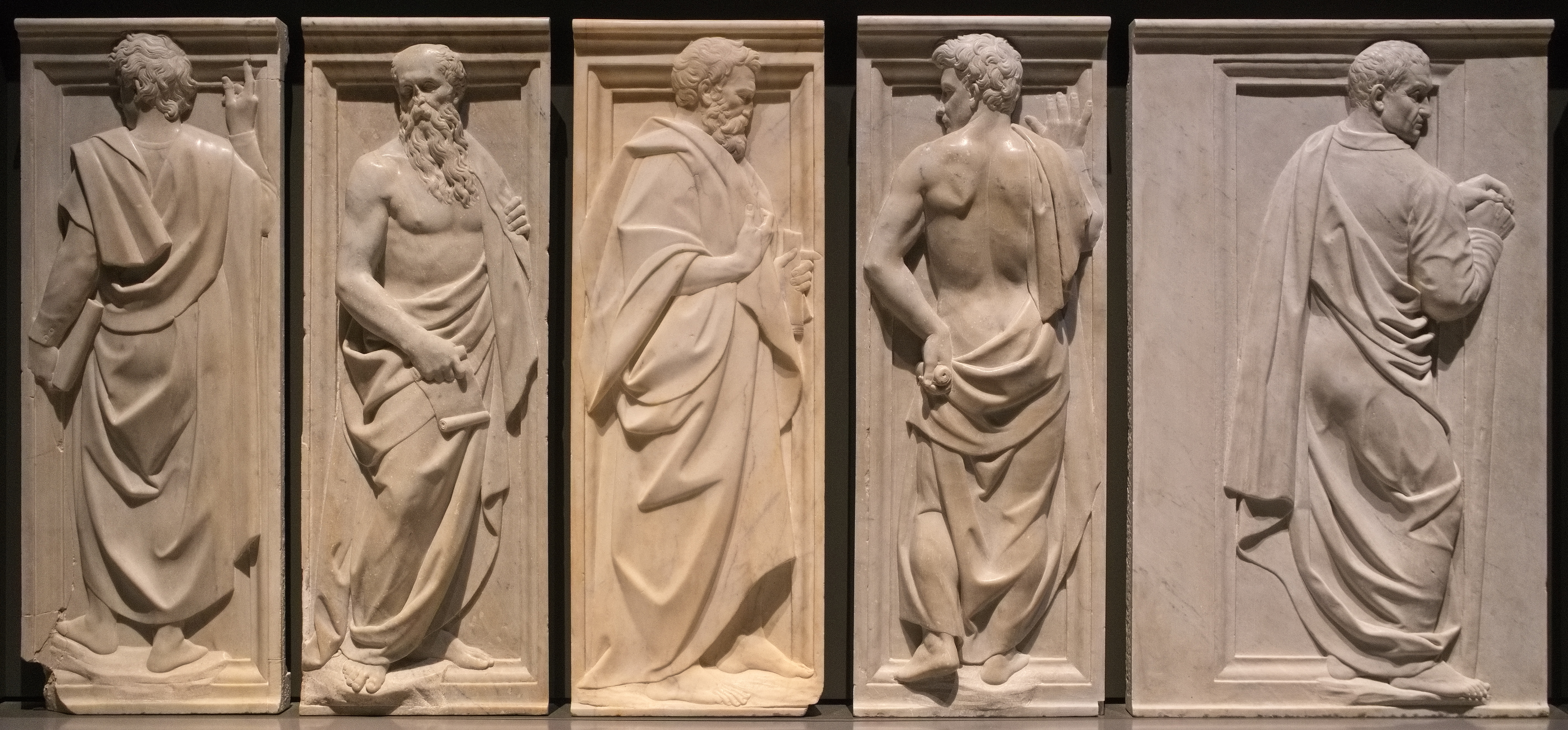
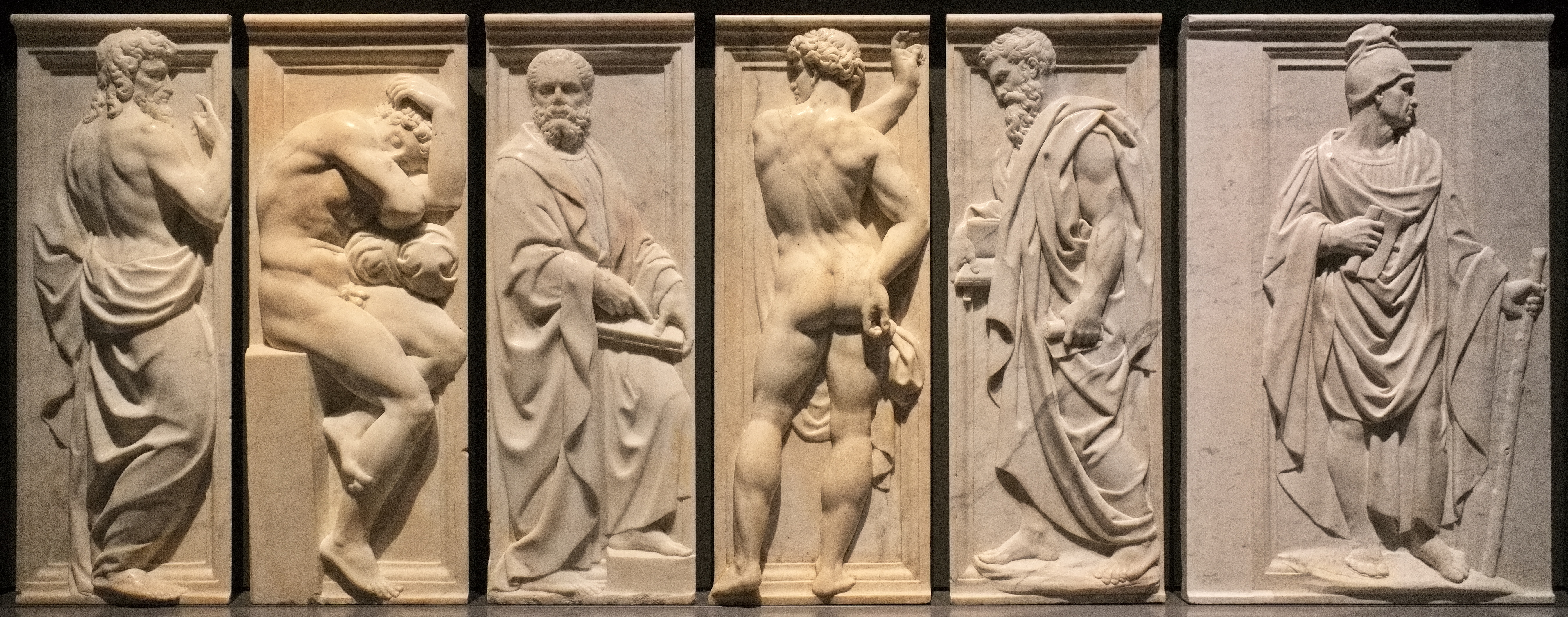

- Betlehemitischer Kindermord
- Kleopatra
- „Le sceleteri“
- Martyrium des Hl. Laurentius
- sogenannte Akademiestiche

Baccio Bandinelli und Mitarbeiter, 15 von 24 Figurenreliefs vom Chor der Kathedrale Santa Maria del Fiore, 1547-72, Museo dell'Opera del Duomo, Florenz